# Guignardia haydenii
Guignardia haydenii är en svampart som först beskrevs av Berk. & M.A. Curtis, och fick sitt nu gällande namn av Arx & E. Müll. 1954. Guignardia haydenii ingår i släktet Guignardia och familjen Botryosphaeriaceae.   Inga underarter finns listade i Catalogue of Life.